# Atira
Atira o Atiras (grec: Αθύρας, Athiras; llatí: Athyras) fou una ciutat portuària grega de Tràcia situada a la regió de la Propòntida, sobre el curs del riu traci homònim, a la vora del districte turc modern de Büyükçekmece, als suburbis d'Istanbul.

## Història
Atira fou una població de certa importància durant els segles v i iv aC, quan pertanyé a la Lliga de Delos i, posteriorment, a la Segona Lliga Atenenca. El 341 aC, el Regne de Macedònia de Filip II (r. 359-336 aC) deposà Cersobleptes (r. 360-341 aC), del Regne dels Odrisis, i instal·là dos generals macedonis com a governadors de Tràcia, llevat de petites porcions del Bòsfor, on era Atira. A partir del segle ii aC, els romans estengueren gradualment el seu control sobre la regió fins que al voltant del 44, sota l'emperador Claudi (r. 41-54), Tràcia fou convertida en una província.
Les reformes impulsades per Dioclecià (r. 284-305) dividiren Tràcia en quatre províncies. Atira fou agrupada amb Apros i Heraclea Perint en la província d'Europa. El 405, Gaudenci de Brescia fou enviat pel papa Innocenci I (r. 401-417) i l'emperador romà d'Occident Honori (r. 395-423) com a part d'una delegació per defensar Joan Crisòstom, però la comitiva fou privada d'entrar a Constantinoble i romangué a Atira. Segons els historiadors romans, durant els atacs d'Àtila (r. 434-453) el 441 i 442 foren saquejades com a mínim setanta ciutats tràcies, entre les quals hi havia Atira. Sota Justinià I el Gran (r. 527-565), l'assentament fou restaurat i més endavant, el 812, durant la campanya de Krum de Bulgària (r. 803-814) contra l'Imperi Romà d'Orient, fou destruïda juntament amb el seu cèlebre pont.
El 1077, en la revolta de Nicèfor Brienni el Vell contra Miquel VII Ducas (r. 1071-1078), Joan Brienni, després de saquejar els suburbis de Constantinoble i provocar la fúria de la població, es replegà a Atira. Miquel envià un atac terrestre encapçalat pels generals Aleix Comnè i Roussel de Bailleul, coordinat amb una flota varega, per assetjar-l'hi. La flota hi arribà primer i s'emparà de la ciutat sense gaire dificultat. Tanmateix, Joan Brienni i els seus partidaris reeixiren a escapolir-se després d'un breu enfrontament. Avui en dia, Atira és esmentada en l'Anuari Pontifici entre les seus titulars de l'Església Catòlica.